# Bagnères-de-Bigorre
Bagnères-de-Bigorre (gaskonjsko Banhèras de Bigòrra) je zdraviliško naselje in občina v južni francoski regiji Jug-Pireneji, podprefektura departmaja Visoki Pireneji. Leta 2007 je naselje imelo 8.702 prebivalca.

## Geografija
Kraj leži v južni francoski pokrajini Haute-Bigorre ob severnem vznožju Pirenejev ob reki Adour, 21 km južno od Tarbesa.

## Administracija
Bagnères-de-Bigorre je sedež istoimenskega kantona, v katerega so poleg njegove vključene še občine Antist, Argelès-Bagnères, Astugue, Banios, Bettes, Cieutat, Hauban, Labassère, Lies, Marsas, Mérilheu, Montgaillard, Neuilh, Ordizan, Orignac, Pouzac, Trébons in Uzer.
Naselje je prav tako sedež okrožja, v katerem se nahajajo kantoni Arreau, Bagnères-de-Bigorre, La Barthe-de-Neste, Bordères-Louron, Campan, Lannemezan, Mauléon-Barousse, Saint-Laurent-de-Neste in Vielle-Aure s 46.140 prebivalci.

## Pobratena mesta
- Alhama de Granada (Španija),
- Granarolo dell'Emilia (Italija),
- Tutzing (Nemčija).